# Derrama Tua Glória
Derrama Tua Glória é o álbum de estreia do Ministério Unção Ágape lançado pela gravadora MK Music em 2005. O álbum contou com a participação dos cantores Fernandinho e Nádia Santolli.

## Faixas
1. Clamor da Noiva
2. Derrama tua Glória (Part. Fernandinho)
3. Ministração
4. O Teu amor
5. Sou do meu Amado
6. Adoração Extravagante (Part. Nádia Santolli)
7. Ele é Fiel
8. Tô na benção
9. Eis-me aqui
10. Minnistração
11. Um verdadeiro adorador
12. Invocarei o seu nome
13. Sede de Deus